# 凯尔贝格
凯尔贝格是德国莱茵兰-普法尔茨州的一个市镇。总面积24.62平方公里，总人口1966人，其中男性997人，女性969人（2011年12月31日），人口密度80人/平方公里。